# Stegasta variana
Stegasta variana là một loài bướm đêm thuộc họ Gelechiidae. Nó được tìm thấy ở Queensland.
Sải cánh dài khoảng 10 mm.

## Hình ảnh

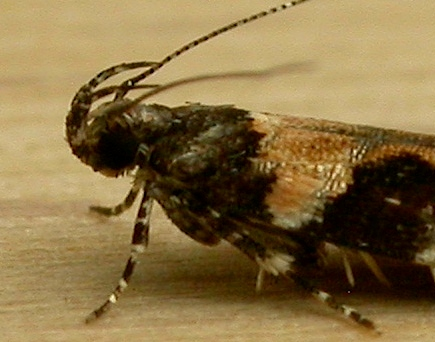